# 弗朗齐歇克·沙弗拉内克
弗朗齐歇克·沙弗拉内克（捷克語：František Šafránek，1931年1月2日—1987年6月27日），捷克男子足球运动员，司职后卫。他曾代表捷克斯洛伐克国家队参加1954年和1958年国际足联世界杯，两届比赛均止步小组赛阶段。